# Federico Cerruti
Federico Cerruti (geboren 1. Januar 1922 in Genua; gestorben 15. Juli 2015 in Turin) war ein italienischer Kunstsammler. 

## Leben
Francesco Federico Cerruti wurde in eine Unternehmerfamilie geboren und machte eine Lehre zum Buchhalter. Im Zweiten Weltkrieg war er Soldat der italienischen Marine. Cerruti baute die elterliche Firma Legatoria Industriale Torinese zu einem führenden italienischen Buchbindeunternehmen aus, das unter anderem bis in die 1990er Jahre die italienischen Telefonbücher herstellte.
Cerruti ließ in den 1960er Jahren bei Rivoli für seine Eltern eine Villa in einem provenzalischen Stil bauen, die er selbst später nur selten bewohnte, die aber der Platz für seine Kunstsammlung wurde. 

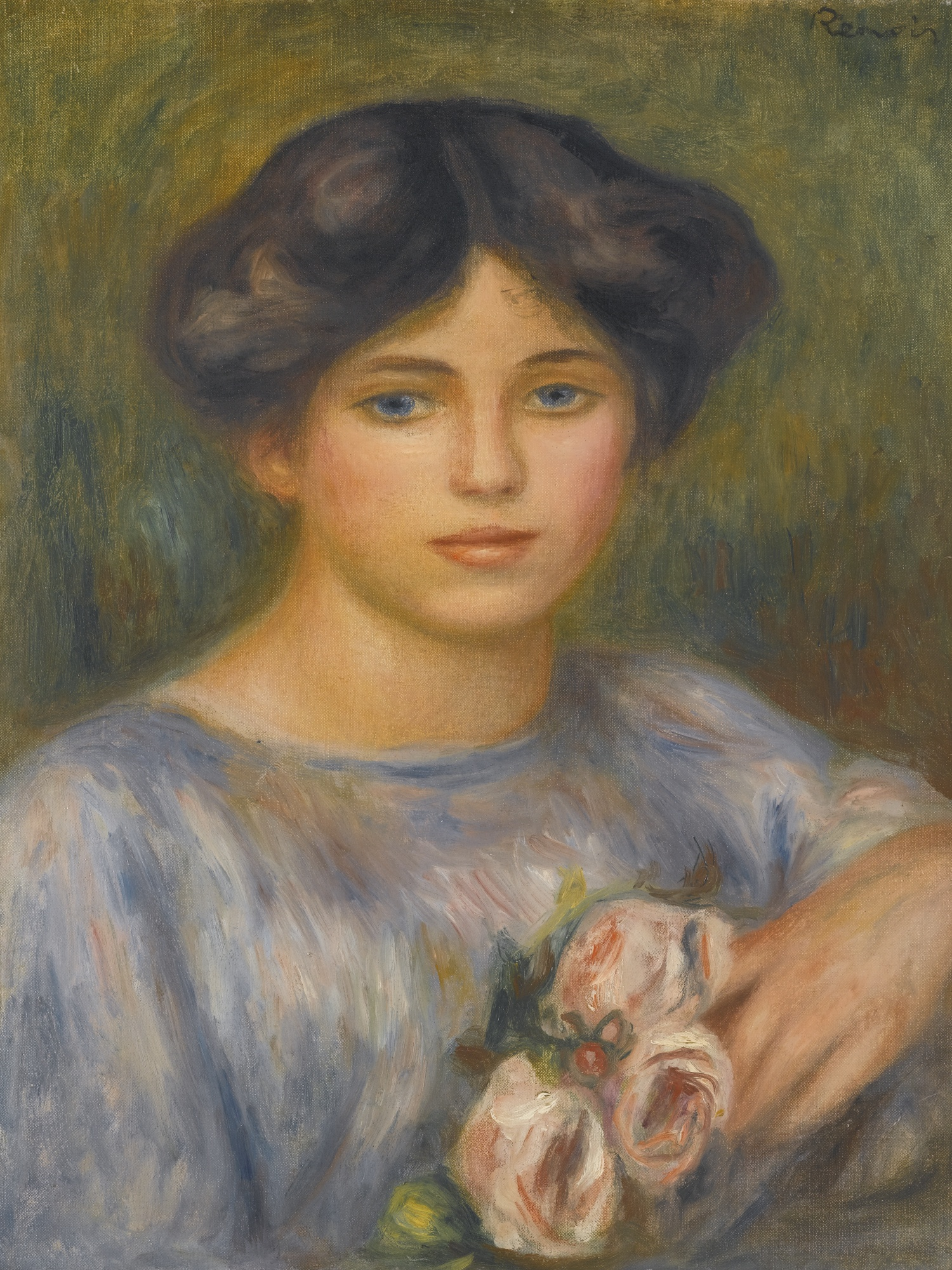
Renoir: Junge Frau mit Rosen (1897)

Cerrutis Kunstsammlung enthält an die eintausend Objekte, darunter Werke der Maler Francis Bacon, Giacomo Balla, Ambrogio Borgognone, Umberto Boccioni, Alberto Burri, Giorgio de Chirico, Bernardo Daddi, Agnolo Gaddi, Paul Klee, Wassily Kandinsky, René Magritte, Joan Miró, Amedeo Modigliani, Giorgio Morandi, Pietro Paolini, Pablo Picasso, Jacopo da Pontormo, Pierre-Auguste Renoir, Stefano di Giovanni Sassetta, Gino Severini, Alfred Sisley, Paolo Veneziano, Andy Warhol. Er besaß auch seltene Bücher, darunter den Atlas Maior von Joan Blaeu in 12 Bänden aus dem 17. Jahrhundert und eine von Pierre Legrain (1889–1929) gestaltete Ausgabe von À la recherche du temps perdu.  
Die Sammlung war nicht öffentlich, sie wurde nur privaten Besuchern gezeigt; Cerruti machte aber Leihgaben für Kunstausstellungen. 
Cerruti schuf für seine Sammlung eine Stiftung, die seit seinem Tod von dem benachbarten Castello di Rivoli – Museo d’Arte Contemporeana verwaltet wird. Unter der Leitung von Carolyn Christov-Bakargiev machte die Stiftung im Mai 2019 Teile der Sammlung in der für Gruppenführungen angepassten Villa öffentlich zugänglich.